# Basket Rimini 1978-1979
Questa voce raccoglie le informazioni riguardanti il Basket Rimini, sponsorizzato Sarila, nelle competizioni ufficiali della stagione 1978-1979.

## Verdetti stagionali
- Campionato di Serie A2:
  - stagione regolare: 10º posto su 14 squadre (bilancio di 12 vittorie e 14 sconfitte).

## Stagione
È la stagione del debutto assoluto della pallacanestro riminese in Serie A2.
In panchina siede coach Alberto Bucci, già protagonista della scalata del club fino al professionismo. I primi due americani nella storia del club sono stati Mark Crow (19,6 la sua media punti a fine anno) e Steve Mitchell: quest'ultimo ebbe il tempo di disputare solo 5 partite prima di morire per alcool e droga proprio durante la sua permanenza al Basket Rimini. Al suo posto fu chiamato Otis Howard, che chiuse a 26,5 punti di media col 57,3% al tiro (all'epoca non era stato ancora introdotto il tiro da tre punti).
La squadra ha concluso il campionato in 10ª posizione, salvandosi con qualche giornata di anticipo.

## Roster

In piedi da sinistra: Luca Ioli (nº 15); Antonio Francescatto (5); Alberto Minelli (16); Stefano Brighi (8); Fabrizio Carlà (11); Mark Crow (19); Otis Howard (12); Maurizio Borghese (9); Franco Natali (10); Paolo Bianchi (13); Davide Fiorucci (6); Pierangelo Rosetti (18).
Al centro l'allenatore Alberto Bucci.